# 紅海擬雀鯛
紅海擬雀鯛（学名：Pseudochromis olivaceus），為鱸形目鱸亞目擬雀鯛科的其中一種熱帶海水魚，其种加词“olivaceus”意为“橄榄绿色的”。分布於西印度洋紅海海域，深度1-20公尺，本魚體延長而側扁，體為褐色，尾鰭黃色，胸鰭上緣，鰓蓋後緣有一鑲黑邊的藍色斑點，身體散布藍色的小圓斑，體長可達9公分，棲息在珊瑚礁區，通常單獨或成對活動，生活習性不明，可做為觀賞魚。